# Un ramito de violetas (álbum)
Un ramito de violetas es el tercer y último LP de la cantautora española Cecilia. Fue publicado en 1975 por CBS.

## Grabación y producción
El LP fue grabado entre 1974 y 1975 en Madrid. Fue precedido comercialmente por el sencillo «Un ramito de violetas/La primera comunión» en 1974. Todos los temas están compuestos por Evangelina Sobredo Galanes, fue producido por Honorio Herrero y Juan Carlos Calderón y los arreglos por Juan Carlos Calderón.
Recibió el número de catálogo S 80830. El LP fue fabricado en Madrid y publicado en junio de 1975. La primera tirada lleva las marcas de prensado 80803 A+ y 80830 B+. Fue reeditado en serie económica en 1982 con el número de catálogo 32176. La edición en CD fue publicada por CBS/Sony en 1992, con el número de catálogo 42-471590-10.

## Lista de canciones
Todas las canciones fueron escritas por Evangelina Sobredo Galanes, Cecilia; salvo «Nuestro cuarto», escrita por Cecilia y Luis Alfonso Méndez de Vigo.
| N.º   | Título                  | Duración |  |
| 1.    | «Mi querida España»     | 2:40     |  |
| 2.    | «Decir adiós»           | 3:00     |  |
| 3.    | «Sevilla»               | 4:17     |  |
| 4.    | «La primera comunión»   | 2:50     |  |
| 5.    | «Nuestro cuarto»        | 2:36     |  |
| 6.    | «Esta tierra»           | 3:31     |  |
| 7.    | «Mi pobre piano»        | 3:30     |  |
| 8.    | «Un ramito de violetas» | 4:15     |  |
| 9.    | «Don Roque»             | 3:12     |  |
| 10.   | «Tu retrato»            | 2:30     |  |
| 32:14 |                         |          |  |

## Portada
La portada es una ilustración de la propia Cecilia, que ya había sido utilizada en el sencillo homónimo de 1974. Representa un cuadro que a su vez representa una habitación en la que hay una mesa camilla sobre la que descansa un florero con un ramito de violetas. En la pared cuelgan varios cuadros y varias fotografías, entre ellas dos de la propia Cecilia vestida de época sujetando ramitos de violetas. La contraportada en cambio muestra una fotografía intervenida de Pablo Pérez-Mínguez. El álbum se presentó con portada desplegable. En su interior se muestran otros cuadros de Cecilia que ilustran cada una de las canciones, así como los textos de los temas y los créditos.

## Miscelánea

### Censura

#### «Mi querida España»
La canción que abre el disco, «Mi querida España» sufrió modificaciones para evitar problemas con la censura existente en España en aquel tiempo. Las palabras blanca/negra, en dudas/cierta y viva/muerta referidas a las dos Españas fueron eliminadas y sustituidas por «esta España mía/esta España nuestra» a lo largo de toda la canción. No obstante, el texto íntegro sí que fue publicado en la portada:

Mi querida España

Texto publicado en la portada del LP

Mi querida España, esta España viva, esta España muerta,

De tu santa siesta ahora te despiertan versos de poetas.

¿Dónde están tus ojos? ¿dónde están tus manos? ¿dónde tu cabeza?

Mi querida España, esta España mía, esta España nuestra.

Mi querida España, esta España en dudas, esta España cierta,

De las alas quietas, de las vendas negras, sobre carne abierta,

¿Quién pasó tu hambre? ¿Quién bebió tu sangre cuando estabas seca?

Mi querida España, esta España mía, esta España nuestra.

Mi querida España, esta España blanca, esta España negra,

Pueblo de palabra y de piel amarga, dulce tu promesa

Quiero ser tu tierra, quiero ser tu hierba cuando yo me muera.

Mi querida España, esta España mía, esta España nuestra.

Cecilia

Cecilia interpretó en varias actuaciones en directo el texto original.

### «Un ramito de violetas»
En diversas partes de la canción «Un ramito de violetas», Cecilia canta «... la han devuelto la alegría...», «... la escribía versos...», «... la mandaba flores...», «... la mandaba un ramito de violetas...», cuando lo correcto en estos casos sería utilizar el pronombre dativo le. Este es un error gramatical que en castellano es conocido como laísmo, frecuente en el dialecto madrileño que hablaba la artista.

## Recepción y popularidad
El álbum fue recibido con cierta tibieza por la crítica que había elogiado su anterior trabajo, Cecilia 2. La opinión hacia este trabajo es favorable en la actualidad. Su éxito de ventas fue total y es el trabajo más recordado de su autora, sobre todo por la canción que le da título y por el tema «Mi querida España».